# Смагин, Антон Зиновьевич
Антон Зиновьевич Смагин (29 июля 1859, село Григорьевское Зарайского уезда Рязанской губернии — начало 1933, Онежский район, отделение Соловецкого лагеря особого назначения) — крестьянин и торговец. Член Конституционно-демократической партии с момента её основания и до запрещения, депутат Государственной Думы Российской империи II созыва от Конституционно-демократической партии.

## Биография
Родился в зажиточной, по деревенским меркам, семье в селе Григорьевское Зарайского уезда Рязанской губернии. Грамоте научился у сельского дьячка и стал заядлым книгочеем. В 1898 году добился открытия в селе библиотеки — первой сельской общедоступной библиотеки в Рязанской губернии. В 1900 году первым в губернии начинает торговать книгами на селе.
Подвергался административным преследованиям. Председатель приходского попечительства. Делегат гельсингфорского съезда партии кадетов. В партии кадетов с момента её основания, был депутатом
Государственной Думы Российской империи II созыва, и именно ему доверили первым из кадетов выступить на первом пленарном заседании думы этого созыва.
Речь его была посвящена амнистии.
Депутатством во Второй Думе общественная и выборная активность Смагина не ограничивалась, он постоянно избирался гласным Зарайского уездного земского собрания, и его земская деятельность прекратилась только с приходом к власти большевиков.
В ноябре 1918 года по всей Рязанской губернии проходили массовые крестьянские выступления против большевиков. В Григорьевском военным предводителем восстания был выбран младший сын Смагина, Иван, прапорщик царской армии. После подавления волнений Иван бежал, а сам Смагин был арестован вместо него и под именем сына помещён в зарайскую тюрьму, где провёл около двух месяцев. Вторично и также ненадолго был арестован в январе 1920 года.
Осенью 1929 года крестьяне Григорьевского на сельских сходах отказались от предложенных районным начальством контрактов на поставку зерна и вдвое урезали предложенные им планы по самообналожению. В этом были усмотрены происки врагов и контрреволюционная агитация, ОГПУ арестовало 9 человек, среди которых были Смагин с сыном Михаилом и священник В. И. Тумин. Смагин оказался в Соловецком лагере, где и умер не позднее 7 апреля 1933 года. Место и обстоятельства смерти неизвестны.